# Michel Pires
Michel Celestino Pires Chaves, född 25 juni 1989, är en brasiliansk fotbollsspelare (mittfältare) som spelar för Cabofriense.

## Karriär
Pires moderklubb är Madureira EC. Han lånades ut från Madureira till GIF Sundsvall under säsongen 2012 med köpoption. Han debuterade för klubben den 8 april 2012 i en 1–0-förlust mot Djurgårdens IF.